# Poul Erik Nielsen
Poul Erik Nielsen (født 5. juni 1942 i Odense, Danmark) er en dansk tidligere roer.
Nielsen var med i den danske firer med styrmand, der deltog ved OL 1964 i Tokyo. Niels Nielsen, Ole Paustian, Tom Hinsby og styrmand Bent Larsen udgjorde resten af besætningen. Danskerne sluttede på en samlet 11. plads i konkurrencen, hvor 16 både deltog.